# Vuelta a Ávila
La Vuelta a Ávila es una competición ciclista amateur por etapas que se celebra en la provincia española de Ávila, durante el mes de julio y cuya última etapa consiste en un circuito alrededor de la Muralla de Ávila.

## Palmarés
| Año       | Ganador                  | Segundo                   | Tercero                  |
| --------- | ------------------------ | ------------------------- | ------------------------ |
| 1948      | Eduardo Payá             | Esteban Casado            | Manuel Esteban Rofso     |
| 1949      | Esteban Casado           |                           |                          |
| 1950      | ?                        |                           |                          |
| 1951      | Federico Bahamontes      |                           |                          |
| 1952-1965 | ?                        |                           |                          |
| 1966      | Esteban Martín           | José María Errandonea     | Domingo Perurena         |
| 1967-1995 | ?                        |                           |                          |
| 1996      | Juan José de los Ángeles |                           |                          |
| 1997      | ?                        |                           |                          |
| 1998      | Josep Jufré              | José Antonio Garrido Lima | Romes Gainetdinov        |
| 1999      | Sergio Pérez Gómez       | Juan Manuel Gárate        | Alexis Rodríguez         |
| 2000      | Jose Marquez Granados    | J. Fernandez              | Jorge Ferrio             |
| 2001      | No se disputó            |                           |                          |
| 2002      | Francisco Palacios       | Gerardo D. García         | Iván Uberuaga            |
| 2003      | Javier Ramírez Abeja     | Fernando Serrano          | Fernando Jiménez         |
| 2004      | Oleg Ruban               | Julio García Bravo        | Javier Sáez Jiménez      |
| 2005      | Carlos Andrés Ibáñez     | Javier Sáez Jiménez       | Andrés Cárdenas          |
| 2006      | Luis Amarán              | Óscar Laguna              | Egoitz Murgoitio         |
| 2007      | Marcos García            | Luis Amarán               | Jordi Fite               |
| 2008      | Ángel Vallejo            | Álvaro García Caballero   | Vladimir Shchekunov      |
| 2009      | Ibon Zugasti             | Oriol Colomé              | Jorge Martín Montenegro  |
| 2010      | Ángel Vallejo            | Oriol Colomé              | Ibon Zugasti             |
| 2011      | Moisés Dueñas            | José de Segovia           | Ángel Vallejo            |
| 2012      | Arkaitz Durán            | José Belda                | José de Segovia          |
| 2013      | José de Segovia          | Pedro Gregori             | Miguel Gómez Crespo      |
| 2014      | José de Segovia          | Piotr Brozyna             | Francisco Javier Cantero |
| 2015      | Miguel Gómez Crespo      | Pablo Guerrero            | Martín Lestido           |
| 2016      | Iván Martínez            | Wolfgang Miguel Burmann   | Iñaki Gozalbez           |
| 2017      | Alexander Grigoriev      | Miguel Ángel Ballesteros  | Aser Estévez             |
| 2018      | Iván Martínez            | Anatoliy Budyak           | Gabriel Pons             |
| 2019      | Víctor Etxeberria        | Steven Calderón           | Carlos Gutiérrez Sánchez |
| 2020-2022 | no se disputó            |                           |                          |
| 2023      | Pablo García Francés     | Andrea Montoli            | Kacper Krawiec           |
| 2024      | Álex Díaz                | José Luis Faura           | Álvaro Sagrado           |

## Palmarés por países
| País     | Victorias |
| -------- | --------- |
| España   | 22        |
| Ucrania  | 1         |
| Colombia | 1         |
| Cuba     | 1         |
| Rusia    | 1         |